# Milena Vukotić
Milena Vukotić (em sérvio: Милена Вукотић; Čevo, 4 de maio de 1847 – Antibes, 16 de março de 1923) foi rainha de Montenegro como esposa do rei Nicolau I de Montenegro.

## Início de vida
Nascida na aldeia montenegrina de Čevo, Cetinje, Milena era filha de Voivode Petar Vukotić e Jelena Voivodić. O seu pai era um dos proprietários agrários mais ricos de Montenegro e um amigo próximo de Mirko Petrović-Njegoš, com quem tinha lutado nas guerras da década de 1850. Em 1853, Milena, de apenas seis anos, foi prometida ao único filho de Mirkos, Nicolau, de doze anos. Nicolau era sobrinho e herdeiro do príncipe de Montenegro, Daniel I, que não tinha filhos. Em 1856, após a morte da sua mãe, Milena foi enviada para Cetinje, para ser educada na casa dos seus futuros sogros. Tendo crescido com os costumes rudimentares de Montenegro, mesmo pertencendo a uma das famílias mais ricas do país, Milena era analfabeta. Entre 1856 e 1860, viveu na casa do seu futuro sogro Mirko Njegoš, sendo criada juntamente com a filha deste, Anastásia. Durante esses quatro anos, Milena ficou muito chegada à sua nova família: "O meu pai e a minha mãe adoravam-na como se fosse a sua própria filha" escreveu depois o rei Nicolau. "O meu falecido tio (o príncipe Daniel), também gostava muito dela e tratava-a como uma filha e ela mostrou-lhe amor e respeito de todas as formas. Era muito bonita, querida, simpática, gentil e devota." Nesses anos, Milena viu pouco o seu futuro marido. Seis anos mais velho, Nicolau estava a ser educado no estrangeiro, primeiro em Trieste e depois em Paris.

## Rainha consorte

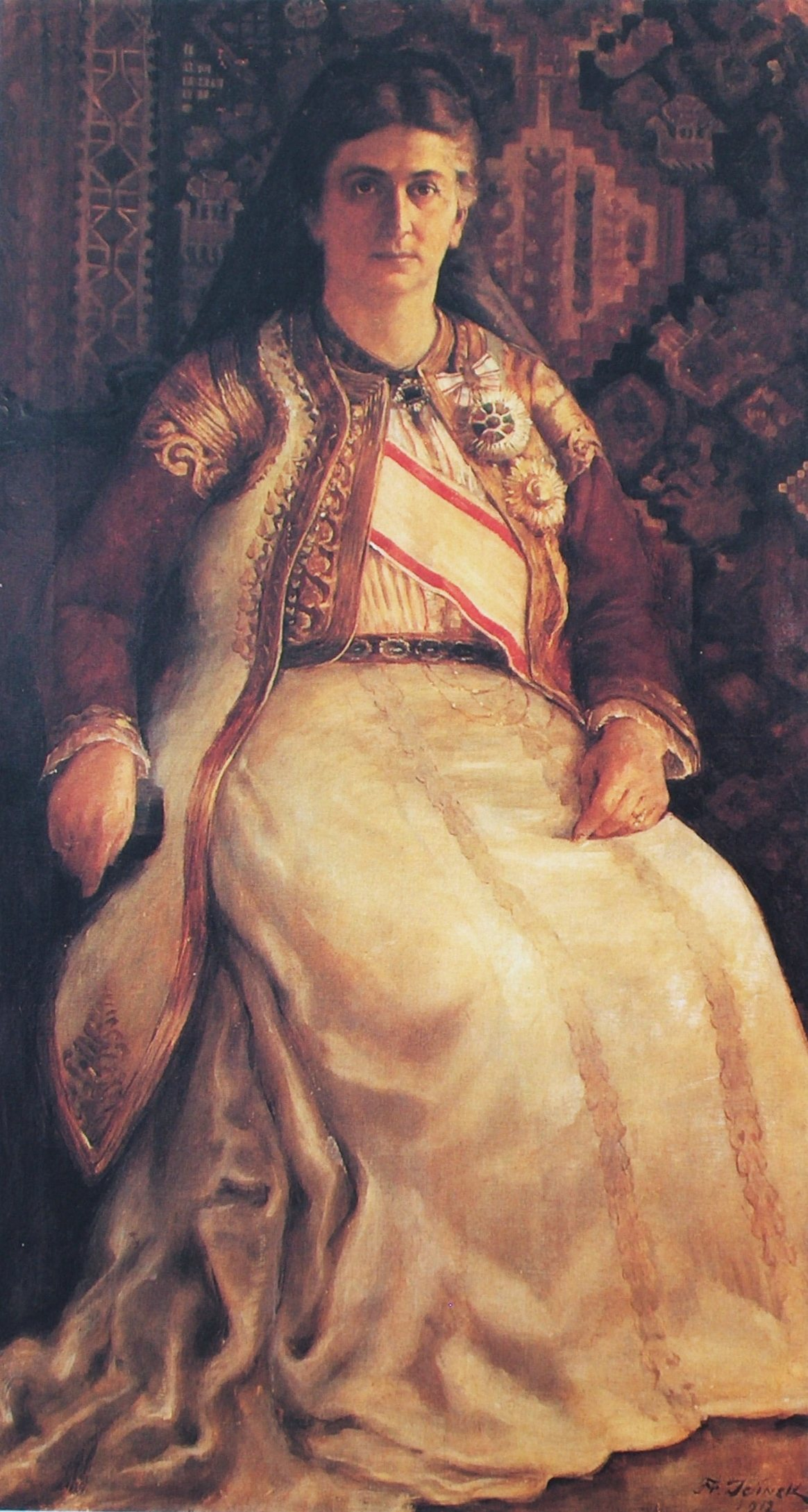
Retrato da rainha Milena em 1910. No Museu Nacional de Montenegro

O assassinato do príncipe Daniel no dia 12 de Agosto de 1860 fez com que Nicolau se tornasse inesperadamente príncipe de Montenegro aos dezoito anos. Pouco depois Nicolau esteve perto da morte quando sofreu de um grave caso de pneumonia. Quando recuperou, foi decidido que o casamento deveria acontecer o mais rapidamente possível para que Montenegro não ficasse sem herdeiros. O pai de Milena viajou até São Petersburgo e informou o czar Alexandre II, o maior aliado de Montenegro, sobre o casamento. No dia 8 de Novembro de 1860, aos treze anos de idade, Milena casou-se com o príncipe Nicolau I de Montenegro, de dezenove anos, que se tornaria depois rei em 1910. A cerimónia foi muito simples e aconteceu na Igreja de Vlach no vale de Lovcen. O casamento foi politico: a família de Milena tinha tido um papel importante na política de Montenegro e era amiga da casa principal de Petrović-Njegoš, à qual pertencia o seu marido.
Sendo apenas uma pré-adolescente quando se casou, os primeiros anos de Milena como princesa-consorte foram difíceis. Era inexperiente e uma figura solitária, inicialmente ofuscada pela princesa Darinka, viúva do príncipe Daniel que era muito chegada a Nicolau. Durante os primeiros quatro anos de casamento Milena não teve filhos. Nesta altura estava a aprender sérvio e francês. Milena começou a marcar a sua posição quando Darinka deixou Montenegro de vez. Em 1865 deu à luz sua primeira filha à qual se seguiriam mais doze filhos. Entre 1865 e 1869 teve quatro filhas seguidas, depois teve um filho e herdeiro, o príncipe Daniel, nascido em 1871, e mais sete crianças. A relação com o marido foi-se solidificando com o tempo e ela tornou-se respeitada e influente. Enquanto o seu marido estava ausente em visitas de estado ao Império Austro-Húngaro e à Rússia, no inverno de 1868-69, Milena ficou encarregue dos assuntos da corte.
Após a anexação de Montenegro pelo Reino da Sérvia em 1918, a família real foi enviada para o exílio. Milena morreu em França, dois anos depois do seu marido, e foi enterrada em San Remo, na Itália. Em 1989 os seus restos mortais, juntamente com os do seu marido e das suas filhas Xenia e Vera, foram transferidos para Cetinje e enterrados na Capela de Cipur.
Sua filha Helena converteu-se ao catolicismo para se casar com o rei Vítor Emanuel III da Itália. Milena era contra a conversão e não assistiu a cerimônia de casamento da filha. Dez anos após sua morte, em sua memória, sua filha, então rainha Helena da Itália, por sugestão do prefeito local, homenageou a mãe nomeando um município na província de Caltanissetta, até então Milocca, através do Decreto Real n. 1794 de 4 de dezembro de 1933, a partir dela.

## Descendência
Os filhos de Milena e Nicolau:

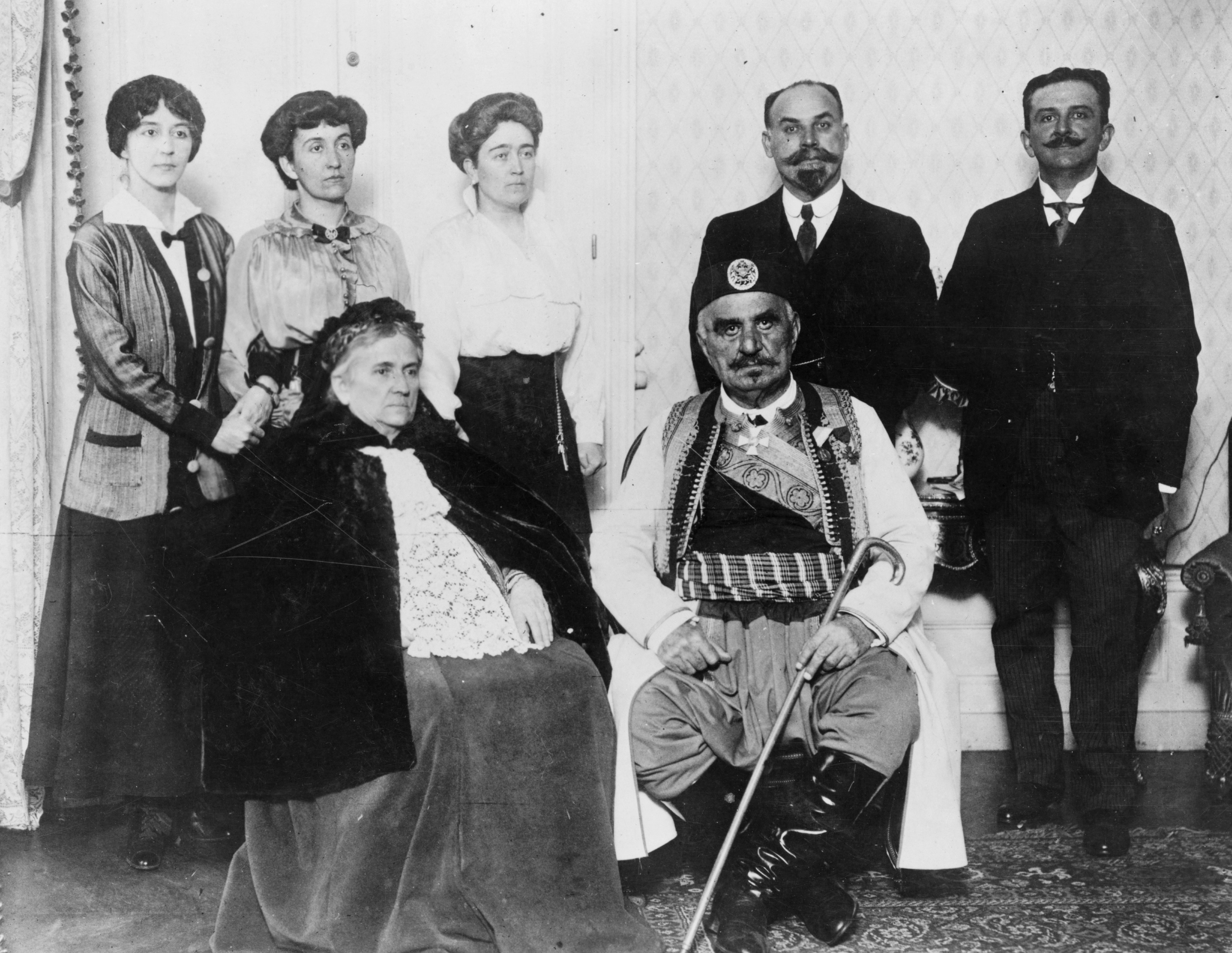
Milena com alguns membros de sua família já no exílio na França, c. 1916

1. Zorka, nascida Ljubica (Cetinje, 23 de dezembro de 1864 - Cetinje, 28 de março de 1890) casou-se com Petar Karađorđević (que após sua morte se tornaria o Rei D. Pedro I, Rei dos Sérvios, Croatas e Eslovenos, que se tornou Iugoslávia, e anexou Montenegro);
2. Milica (Cetinje, 26 de julho de 1866 - Alexandria, Egito, 5 de setembro de 1951) foi casada com o Grão-duque Pedro Nikolaevich da Rússia, irmão do Grão-duque Nicolau Nikolaevich;
3. Anastásia (Cetinje, 4 de janeiro de 1868 - Antibes, França, 15 de novembro de 1935) (também conhecida como Princesa Stana) casou-se pela primeira vez com George, duque de Leuchtenberg, e, após o divórcio, com o Grão-Duque Nicolau Nikolaevich da Rússia;
4. Maria, (Cetinje, 29 de março de 1869 - São Petersburgo, Rússia, 7 de maio de 1885);
5. Daniel, Príncipe Herdeiro (Cetinje, 29 de junho de 1871 - Viena, Áustria, 24 de setembro de 1939) casou-se com a duquesa Juta (mais tarde conhecida como Militza) de Mecklemburgo-Strelitz. Não tiveram filhos;
6. Helena (Cetinje, 8 de janeiro de 1873 - Montpellier, França, 28 de novembro de 1952) tornou-se rainha da Itália, Helena, mulher de Vítor Emanuel III da Itália;
7. Ana (Cetinje, 18 de agosto de 1874 - Montreux, Suíça, 22 de abril de 1971), casou com o príncipe Francisco José de Battenberg, mas permaneceu sem filhos;
8. Sofia (Cetinje, 2 de maio de 1876 - Cetinje, 14 de junho de 1876);
9. Mirko (Cetinje, 17 de abril de 1879 - Viena, Áustria, 2 de março de 1918) casou com Natália Konstantinović, uma prima de Alexandre I da Sérvia, e teve um filho, o príncipe Miguel de Montenegro;
10. Xenia (Cetinje, 22 de abril de 1881 - Paris, França, 10 de março de 1960);
11. Vera (Rijeka, Croácia, 22 de fevereiro de 1887 - Antibes, França, 31 de outubro de 1927);
12. Pedro (Cetinje, 10 de outubro de 1889 - Meran, Itália, 7 de maio de 1932), casou-se com Violet Wegner em 1924 (após a conversão à fé ortodoxa seu nome passou a ser Ljubica). Eles não tiveram filhos.